# Manuela Sanne

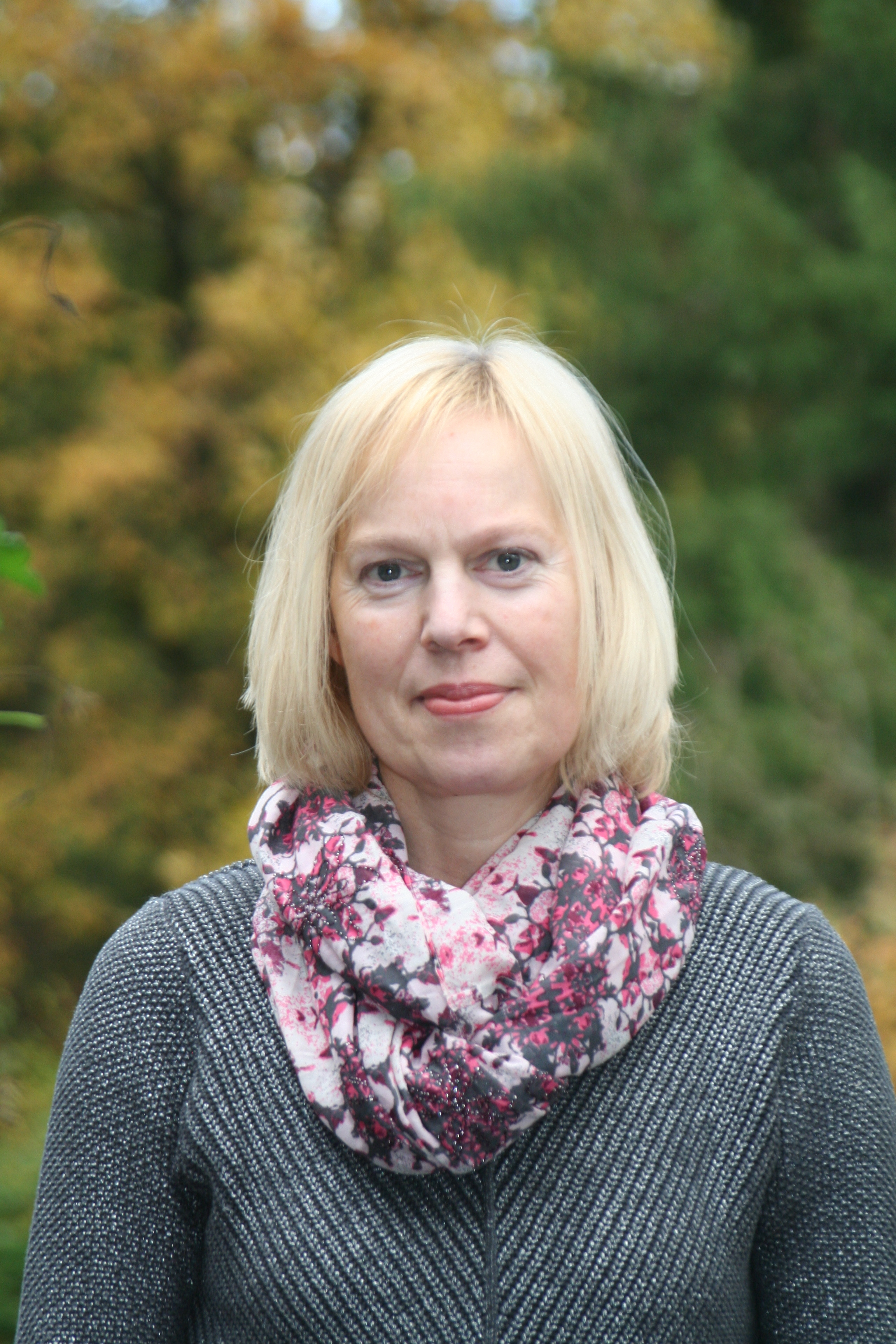
Manuela Sanne (2013)

Manuela Sanne (* 31. Juli 1962 in Paderborn, Nordrhein-Westfalen) ist eine deutsche Autorin von Kinderbüchern, Sachbüchern und Romanen. Sie schreibt auch unter dem Pseudonym Viola Sanden.

## Leben
Manuela Sanne wurde 1962 in Paderborn geboren und wuchs in Höxter auf. Nach einer Ausbildung im Buchhandel zog sie nach Wuppertal, um ein Studium der Sozialwissenschaften an der Bergischen Universität Wuppertal aufzunehmen. Anschließend arbeitete sie als Buchhändlerin. Seit 2010 ist sie als freie Autorin tätig.

## Werk
Kinderbücher und Kriminalromane wurden unter ihrem Klarnamen veröffentlicht. Einige Kinderbücher wurden ins Englische, Chinesische, Japanische und in weitere Sprachen übersetzt. Romane aus dem Genre New Adult sind unter dem Pseudonym Viola Sanden erschienen.

## Werke
- Tuffi – Eine elefantastische Geschichte. Edition Köndgen, 2010. ISBN 978-3939843122.
- Erklär mir mal Wuppertal. Edition Köndgen, 2014. ISBN 978-3939843504.
- Playground Chess[8]. Piper Gefühlvoll, 2019. ISBN 978-3492502641.
- Reimerleien. epubli, 2019. ISBN 978-3748575238.
- Tuffis Schwebebahn-Fahrt (deutsche Ausgabe). Edition Köndgen, 2019. ISBN 978-3939843566.
- Shine Bright. Piper Gefühlvoll, 2020. ISBN 978-3492503716.
- Für die Katz – Ein Fall für Rosa Fink Band 1. Piper Spannungsvoll, 2021. ISBN 978-3492504485.
- Aus der Puste – Ein Fall für Rosa Fink Band 2. Piper Spannungsvoll, 2021. ISBN 978-3492504492.
- Des Pudels Kern – Ein Fall für Rosa Fink Band 3. Piper Spannungsvoll, 2022. ISBN 978-3492505666.
- Der frühe Vogel – Ein Fall für Rosa Fink Band 4. Piper Spannungsvoll, 2023. ISBN 978-3492506663.
- Alle Schotten dicht – Ein Fall für Rosa Fink Band 5. Piper, München 2024. ISBN 978-3-492-50789-9.
- Mord bei Schietwetter: Nordsee-Krimi Piper, München 2025. ISBN 978-3377902191.